# سرآسیاب پایین (ممسنی)
سرآسیاب پایین روستایی در دهستان جاوید ماهوری بخش مرکزی شهرستان ممسنی استان فارس ایران است.

## جمعیت
بر پایه سرشماری عمومی نفوس و مسکن در سال ۱۳۹۵ جمعیت این روستا ۱۲ نفر (۴خانوار) بوده‌است.